# Tureo

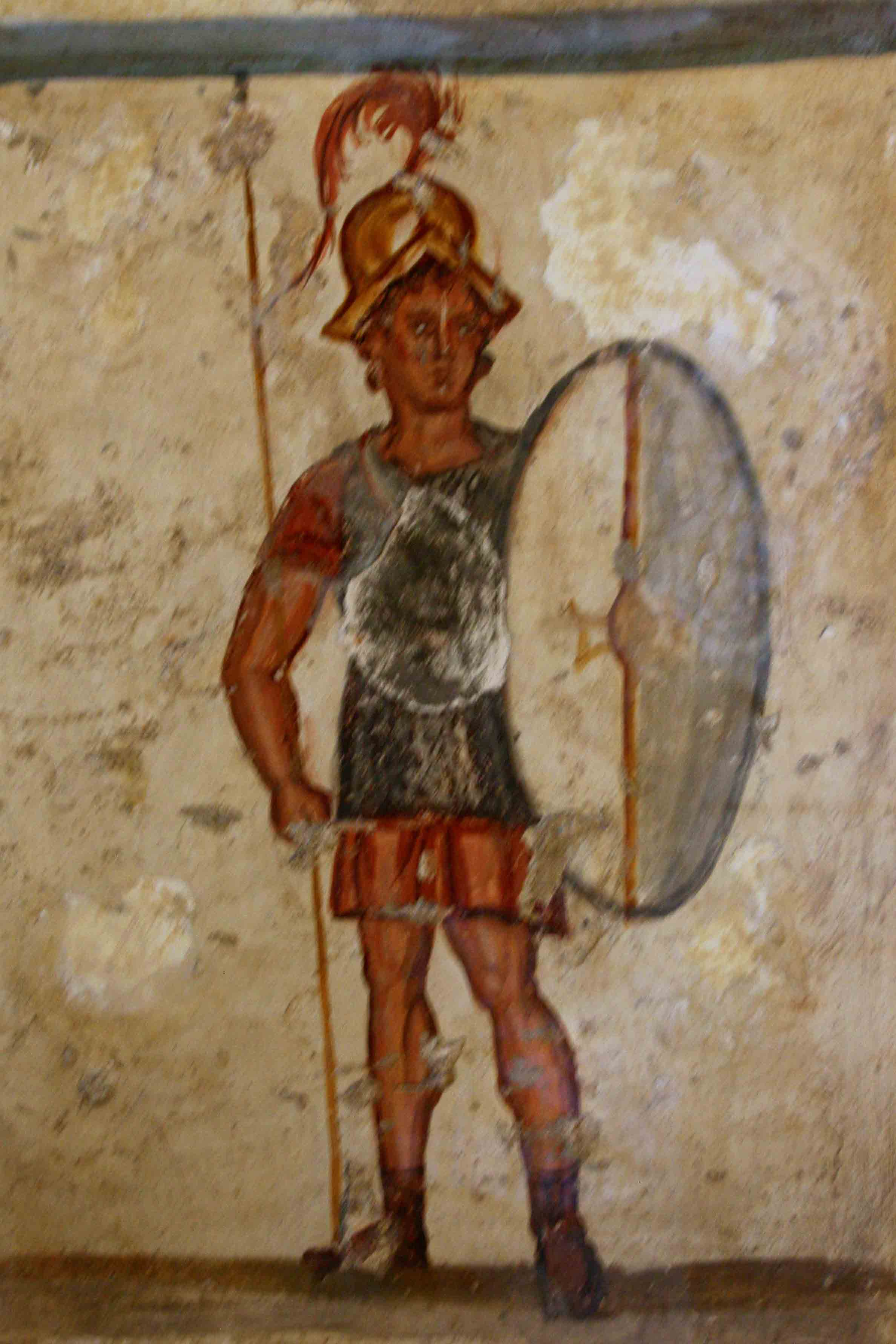
Fresco de un antiguo soldado macedonio con un tureo. Museo arqueológico de Estambul.

Un tureo (en griego antiguo: θυρεός) era un escudo oval grande que fue de uso general en los ejércitos helenísticos del siglo III a. C. Fue adoptado de los gálatas, (probablemente primero por los ilirios), después por los tracios antes de volverse común en la antigua Grecia. Las tropas que lo llevaban se conocían como tureóforos. Estaba hecho de madera cubierta de cuero y tenía una espina central. Se hacía mediante una abrazadera central. En algunas variantes del escudo su forma era casi rectangular. El umbo central estaba hecho de hierro y en algunos casos provisto de espinas para golpear con él. Los bordes estaban reforzados con bronce o hierro, por lo que los espadazos eran fácilmente bloqueados. La plancha posterior estaba dotada con un cinturón de cuero, lo que facilitaba enormemente el transporte para las marchas largas. Era un poco más pesado que la pelta y por esta razón fue utilizado por la infantería pesada. Las insignias del ejército generalmente se pintaban en la plancha frontal. El nombre tureo deriva de la palabra thyra (θύρα), «puerta», reflejo de su forma oblonga.